# Pescennina murphyorum
Espèce
Pescennina murphyorum est une espèce d'araignées aranéomorphes de la famille des Oonopidae.

## Distribution
Cette espèce se rencontre au Costa Rica dans la province de Guanacaste et au Nicaragua dans le département de Granada,.

## Description
Le mâle holotype mesure 1,58 mm et la femelle paratype 1,63 mm.

## Étymologie
Cette espèce est nommée en l'honneur de Frances et de John A. Murphy.

## Publication originale
- Platnick & Dupérré, 2011 : The goblin spider genus Pescennina (Araneae, Oonopidae). American Museum novitates, no 3716, p. 1-64 (texte intégral).